# Chrysler B-70
La B-70 è un'autovettura mid-size prodotta dalla Chrysler dal 1924 al 1925. È stato il primo modello prodotto con marchio Chrysler. Sostituì le vetture della Maxwell, il cui marchio venne acquistato da Walter Chrysler nel 1921.

## Storia
Nell'anno inaugurale della produzione sono state offerte nove diverse carrozzerie fornite dalla Fisher Body Co. Le auto aperte avevano inizialmente parabrezza divisi orizzontalmente ispirati al parabrezza Brewster e cerchi da 30 pollici (762 mm) con cinque dadi fissati a freni idraulici a quattro tamburi. Il successo è stato sensazionale: alla fine del 1924 erano state vendute 32.000 auto, un nuovo record per l'introduzione di un nuovo modello. Con l'introduzione del B-70, la produzione delle Chalmers fu interrotta. Il Roadster di base con sedile rumble era disponibile al prezzo di 1.595 dollari americani (equivalenti a 27.236 dollari nel 2022), mentre il modello di punta era la Town Car quotata a 3.725 dollari americani (equivalenti a 63.607 dollari nel 2022). La nuova Chrysler offriva diversi elementi, tecnologie e opzioni di stile che erano considerati costi aggiuntivi da altri produttori ma che Chrysler includeva nel prezzo, pur mantenendo un prezzo competitivo nel campo delle vetture di fascia media.
Le vetture con motori ad alte prestazioni raggiungevano una velocità massima di 70-75 miglia all'ora (circa 112-120 km/h), solo circa 5 miglia all'ora in meno della Packard Eight. Ralph DePalma vinse la salita collinare di Mt. Wilson guidando una touring car spogliata per 1.000 miglia in 786 minuti il 5 gennaio 1925. Una roadster spogliata partecipò alla 24 Ore di Le Mans del 1925, dove terminò la gara, e Sir Malcolm Campbell stabilì un record di velocità di 100 miglia all'ora (160,93 km/h) a Brooklands su una roadster aerodinamica.
Nell'anno successivo, Maxwell divenne la Chrysler Corporation. Le auto continuarono a essere costruite quasi senza modifiche, l'unica differenza fu la sostituzione del parabrezza diviso con una versione monopezzo apribile verso l'alto. A partire dalla metà del 1925, Chrysler iniziò a produrre le proprie carrozzerie dopo l'acquisto della Kercheval Body Factory di Detroit, che divenne la Chrysler Factory in Jefferson Avenue. L'ornamento del cofano/tappo del radiatore era uno stilizzato elmo alato vichingo.
Lo sviluppo della B-70 iniziò nel 1919 all'interno della casa automobilistica Willys Corporation. Originariamente il prototipo fu denominato Willys Six. Nel 1920, qualche anno prima di fondare la casa automobilistica che avrebbe portato il suo nome, Walter Chrysler venne assunto dalle banche che controllavano la Willys con l'obiettivo di salvare l'azienda dalla bancarotta. Per lavorare allo sviluppo del prototipo furono chiamati tre ingegneri dalla Studebaker, Fred Zeder, Owen Skelton e Carl Breer. Il prototipo era basato sulla Studebaker Big Six, ma con molte modifiche. Gli affari però continuavano ad andare male e quindi Walter Chrysler lasciò la Willys, che fu venduta a William C. Durant. Nel 1923 Durant modificò il nome del prototipo in Flint Six. In seguito lo sviluppo della vettura fu interrotto.
Nel 1921 Walter Chrysler acquisì la Maxwell e iniziò la progettazione di una nuova vettura. Come base prese il modello già sviluppato dalla Willys e successivamente da Durant. Per la progettazione Chrysler si avvalse anche della collaborazione di Fred Zeder, Owen Skelton e Carl Breer, che nel frattempo avevano raggiunto l'imprenditore statunitense alla Maxwell. Il nuovo modello, a cui fu dato il nome di B-70, fu presentato nel gennaio del 1924 al salone dell'automobile di New York. Nel 1925 Walter Chrysler liquidò la Maxwell e fondò l'omonima casa automobilistica. La B-70 portò però fin dall'inizio il nome di Walter Chrysler e quindi fu lanciata sui mercati con marchio "Chrysler" prima che l'omonima casa automobilistica venisse ufficialmente fondata.
La B-70 ebbe un successo clamoroso. Nel primo anno di produzione gli esemplari venduti furono ben 32.000. Il modello raggiungeva una velocità massima di 120 km/h e ciò permise alla B-70 di vincere, grazie a Ralph De Palma, la corsa Mount Wilson Trail Race. Uscì di listino nel 1925 dopo una produzione totale di circa 108.600 esemplari.

## Caratteristiche tecniche
La vettura era dotata di un motore a valvole laterali e sei cilindri in linea da 3.294 cm³ di cilindrata che sviluppava 68 CV di potenza. Il rapporto di compressione era di 4,7:1 ed i pistoni erano in alluminio. La lubrificazione era forzata. Il propulsore era anteriore, mentre la trazione era posteriore. Il cambio era manuale a tre rapporti e la frizione era monodisco a secco. I freni erano idraulici sulle quattro ruote.